# Boris Gaponow
Boris (Dow) Pantielejmonowicz Gaponow, ros. Борис Пантелеймонович Гапонов, gruz. ბორის გაპონოვი, hebr. דב גפונוב (ur. 20 lutego 1934 w Eupatorii, zm. 25 lipca 1972 w Ramat Gan) – żydowski poeta, tłumacz literatury gruzińskiej i rosyjskiej, leksykograf języka hebrajskiego.

## Życiorys
Urodził się w Eupatorii na Krymie. Gdy miał 7 lat, jego rodzina ewakuowała się do Kutaisi, uciekając przed wojną. Rodzice Gaponowa byli komunistami. Od dziadka, rabina, nauczył się podstaw języka hebrajskiego – gramatyki i alfabetu. Następnie uczył się hebrajskiego samodzielnie, z audycji radiowych i różnych publikacji, które udawało mu się zdobyć.
Szkołę średnią ukończył w 1953. W 1956 zaczął studiować język perski w Instytucie Języków Orientalnych w Moskwie, jednak ze względu na trudną sytuację materialną zmuszony był wkrótce przerwać studia. Zatrudnił się jako współpracownik literacki gazety zakładowej wydawanej w fabryce samochodów w Kutaisi.
U progu lat 60. zaczął tłumaczyć na hebrajski poezję rosyjską i gruzińską. W 1964 napisał do izraelskiego poety Abrahama Szlonskiego list z prośbą o przesłanie mu egzemplarza dokonanego przezeń przekładu dzieł Puszkina. Szlonski wysyłał do Gaponowa również inne książki po hebrajsku.
W 1969 ukazał się w Izraelu, dokonany przez Gaponowa, przekład Rycerza w tygrysiej skórze – gruzińskiego eposu narodowego autorstwa Szoty Rustawelego. Przekład został wyróżniony prestiżową Nagrodą im. Saula Czernichowskiego, jednak władze radzieckie nie zezwoliły Gaponowowi na wyjazd w celu odebrania nagrody.
Wkrótce Gaponow zapadł na ciężką chorobę. Po przejściu w Leningradzie operacji usunięcia guza mózgu pozwolono mu wyjechać z ZSRR i 27 maja 1971 przybył razem z matką do Izraela. Pozostałe miesiące życia spędził w szpitalu, nigdy nie odzyskawszy zdolności mówienia. W tym czasie ukończył hebrajski przekład powieści Lermontowa Bohater naszych czasów.
Obok twórczości poetyckiej i translatorskiej zajmował się również pracą naukową. W 1969 wygłosił w Leningradzie odczyt poświęcony motywom biblijnym w twórczości Rustawelego (opublikowany pośmiertnie w 1979). Przez 15 lat pracował nad słownikiem frazeologicznym języka hebrajskiego. Był członkiem Izraelskiej Akademii Nauk.
Pisał również wiersze w języku rosyjskim.

## Nagrody
W 1969 za przekład Rycerza w tygrysiej skórze otrzymał Nagrodę im. Saula Czernichowskiego. W 1972 otrzymał Nagrodę Prezydenta Izraela. W 1989 został pośmiertnie uhonorowany gruzińską Nagrodą Państwową im. Szoty Rustawelego.

## Upamiętnienie
W 1989 imię Gaponowa nadano ulicy w Kutaisi. W pobliżu wejścia do Wielkiej Synagogi w Kutaisi znajduje się pomnik poety w formie ławeczki pomnikowej.